# Modular Sourcing
Modular-Sourcing bzw. modulare Beschaffung ist eine Beschaffungsstrategie in der Materialwirtschaft und befasst sich mit dem Einkauf fertig produzierter Module bzw. Baugruppen.
Industriezweige wie die Automobilindustrie, Bauindustrie oder die elektronikverarbeitende Industrie kaufen oft anstelle von Einzelteilen fertige Zwischenprodukte (Module, Subsysteme) mit relativ großem Funktionsumfang.

## Vorteile
Der Hersteller kann sich auf seine Kernkompetenzen konzentrieren. Die Zahl der Lieferanten reduziert sich, ebenso die Typenvielfalt. Es erfolgt eine Standardisierung der Produktionsstufen durch das Baukastensystem. Die Fertigungstiefe wird reduziert. Durch eine Zusammenarbeit mit Global Sourcing kann eine effektive Beschaffungsmarktreduktion durchgesetzt werden.

## Nachteile
Es kommt zu anspruchsvolleren Einkaufstätigkeiten aus kaufmännischer und technischer Sicht. Die notwendigen Kompetenzen zur Fertigung der ausgelagerten Module geht verloren. Es kann zu Konflikten zwischen der Standardisierung und individuellen Kundenwünschen kommen. Die Abhängigkeit vom Lieferanten steigt sowie die damit verbundenen Risiken (z. B. eventuelle Qualitätsprobleme, Nichteinhaltung der Liefertermine).